# Cafè tallat
Un tallat o trencat és un cafè exprés amb una mica de llet que es consumeix a la península ibèrica. Té menys quantitat de llet que el cafè amb llet, però més que el macchiato italià, o que el noisette francès.
El tallat se sol beure entre hores, o bé a l'acabament d'un dinar o d'un sopar.
Se sol servir en un gotet petit transparent, per a veure-hi bé el color (la quantitat de llet). Quan és servit a la barra d'un bar, és habitual que hom posi la llet davant de qui el beurà, perquè li digui quanta en vol. Se sol servir molt calent.